# Real Club de Yates del Ulster
El Real Club de Yates del Ulster (RUYC) es un club náutico privado situado en Bangor, Condado de Down, Irlanda del Norte (Reino Unido). 

## Historia
Fue fundado en 1866 como Club de Yates del Ulster, recibiendo el patronazgo de la Corona británica en 1869, por lo que se incorporó el término Real al nombre. El 27 de julio de 1897 los socios decidieron en una asamblea general adquirir la sede social actual, en el número 101 de Clifton Road, conocida como Garratt's field. Es un sitio privilegiado, desde donde se domina todo el campo de regatas que el club suele utilizar.

Los socios del club arbolan como pabellón nacional un pabellón especial para embarcaciones de recreo específico del club.